# Kulturåret 1759

## Nya verk
- Vinterkväde av Gustaf Fredrik Gyllenborg
- Candide av Voltaire
- Välborne herr Tristram Shandy: hans liv och meningar (första delen) av Laurence Sterne kommer ut.

## Födda
- 25 januari – Robert Burns (död 1796), skotsk nationalpoet.
- 9 mars – Jonas Åkerström (död 1795), svensk målare.
- 18 april – Thomas Thorild (död 1808), svensk jurist och författare.
- 19 april – August Wilhelm Iffland (död 1814), tysk skådespelare och dramatiker.
- 27 april – Mary Wollstonecraft (död 1797), brittisk författare och feministisk filosof.
- 15 maj – Maria Theresia von Paradis (död 1824), österrikisk kompositör och pianist
- 19 juli – Magnus Bonn (död 1798), svensk skådespelare
- 15 augusti – Jacques Augustin (död 1832), fransk miniatyrmålare.
- 16 augusti – Carl Fredric von Breda (död 1818), svensk konstnär.
- 11 september – Hans Wikström (död 1833), svensk konstnär.
- 10 november – Friedrich Schiller (död 1805), tysk författare, dramatiker och filosof.
- okänt datum – Anna Sophia Holmstedt (död 1807), svensk balettdansare och översättare.

## Avlidna
- 4 februari – Carl Johan Lohman (född 1694), svensk hovpredikant, skald och riksdagsman.
- 23 februari – Georg Friedrich Händel (född 1685), tysk-engelsk tonsättare.
- 20 juni – Margareta Capsia (född 1682), svensk-finländsk konstnär.
- 29 oktober – Anna Dorothea Lund, dansk skådespelare
- 16 september – Jacob Richardson (född 1687), svensk topograf och författare.